# Palacio de los Reyes de Navarra (Estella)
El palacio de los Reyes de Navarra, también conocido como palacio de los Duques de Granada de Ega, en Estella (Navarra, España), es uno de los dos únicos edificios románico de carácter civil existentes en esta comunidad, junto con el Hórreo de Iracheta. En la actualidad sirve de sede para el Museo Gustavo de Maeztu y esta junto al Archivo Municipal de Estella cuyo acceso comparten. Fue declarado Monumento Histórico-Artístico en 1931.

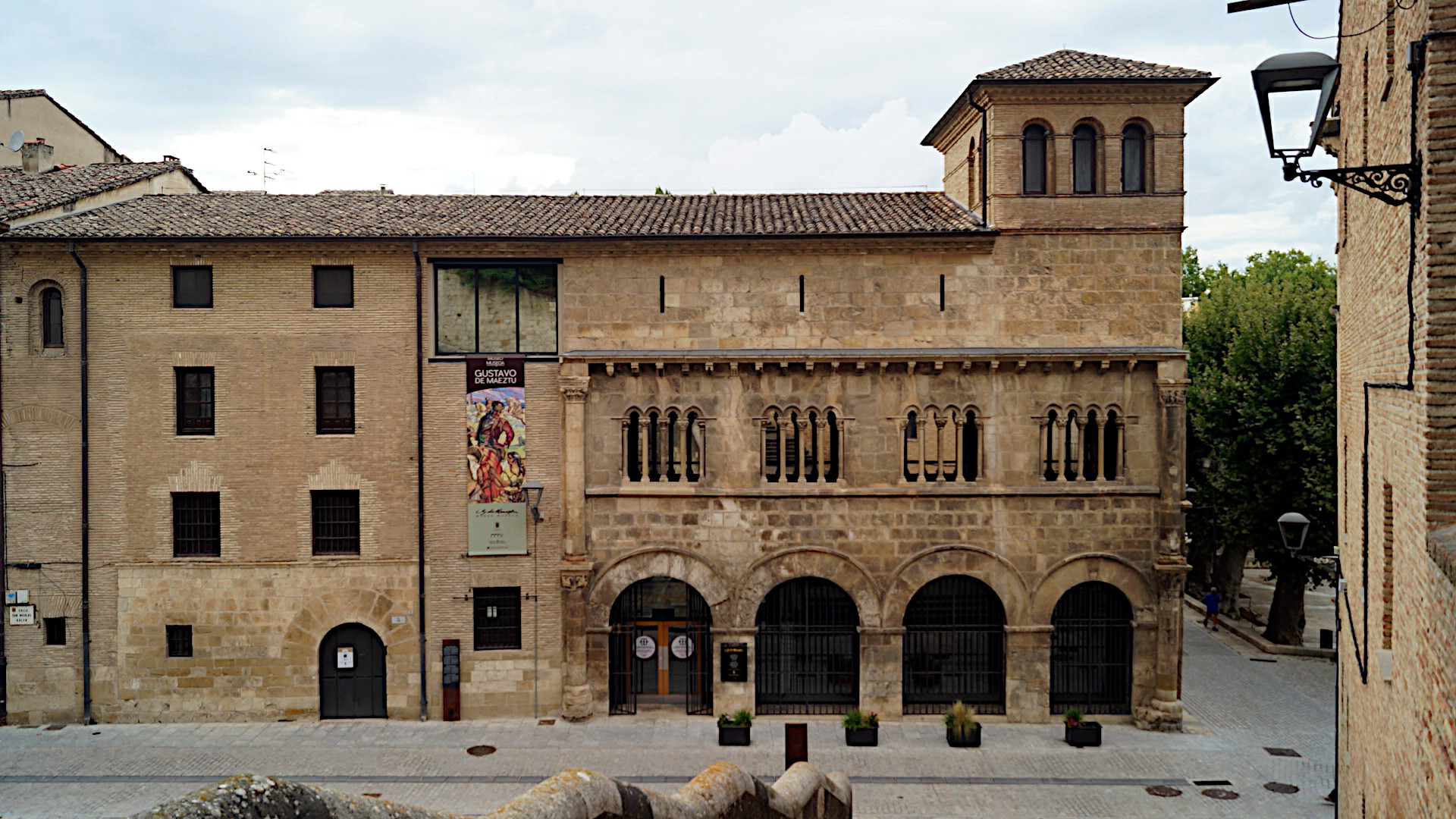
Palacio de los Reyes de Navarra, actual Museo Gustavo de Maeztu (derecha) y Archivo Municipal de Estella (izquierda) visto desde la escalinata de la Iglesia de San Pedro de la Rúa

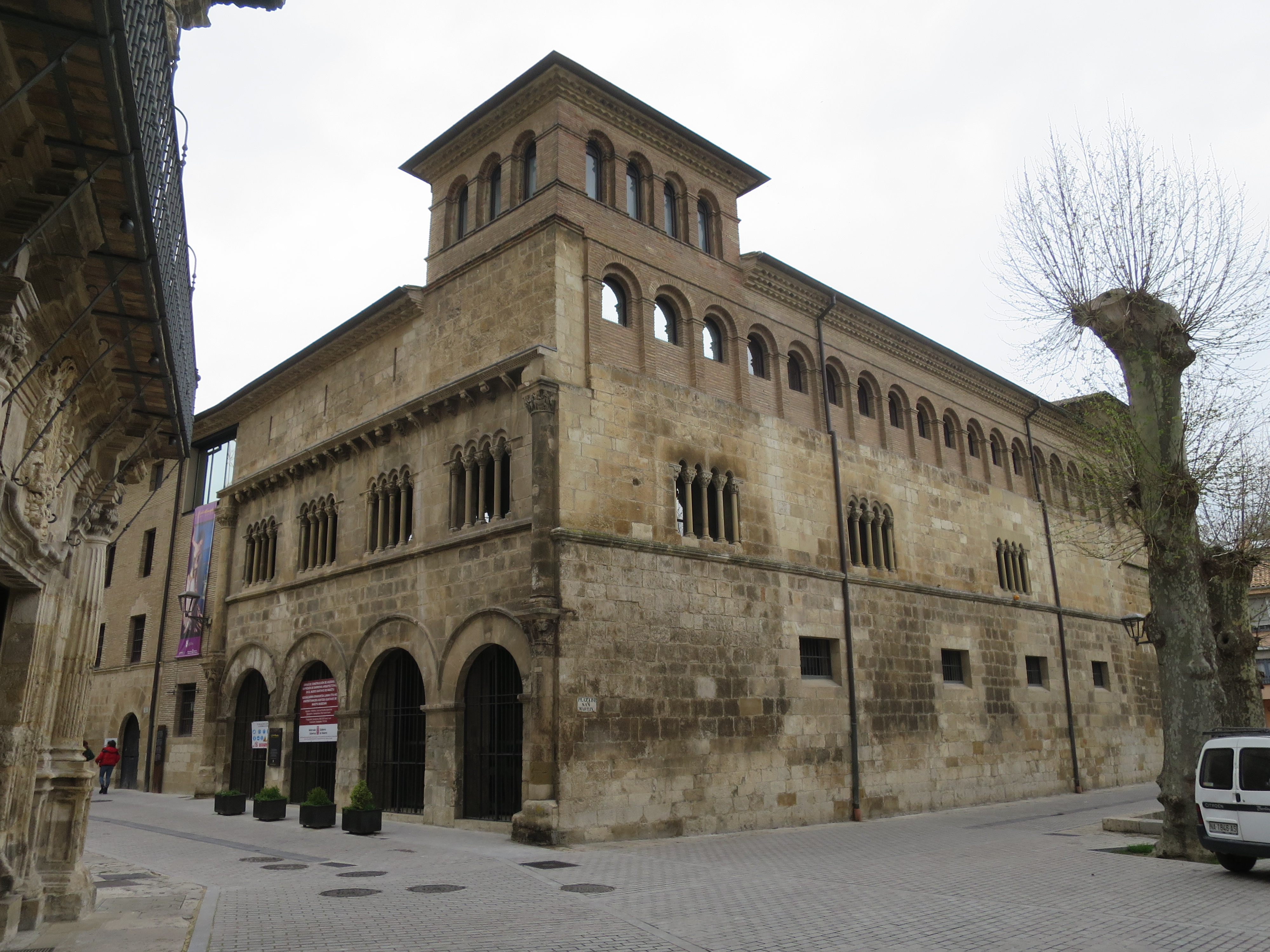
Vista el edificio desde la Rúa

## Historia
A pesar de su nombre, de carácter eminentemente popular, no consta documentalmente su uso por los monarcas del Reino de Navarra, aunque tampoco se puede afirmar lo contrario a pesar de la falta de evidencias explícitas ya que se sabe que tenían en propiedad más de un palacio en Estella y hay evidencias documentales que hablan de los palacios estelleses. De ser cierta la hipótesis del historiador estellés, José María Lacarra, estaríamos frente al palatium maior que aparece citado en la documentación de la Cámara de Comptos desde el siglo XIII. En él "estaban los graneros y bodegas, con una gran sala que solía ocupar el Gobernador del reino (...), este palacio no se alquilaba, y en las cuentas se habla de las reparaciones que se hacían en él: cocina, conductos de agua para la misma, sala mayor, ventanales, mesas y sillas, tejas, puertas, etcétera". Como afirma el catedrático de Historia del Arte medieval de la Universidad Complutense, Javier Martínez de Aguirre, «sería el magnum palatium de las referencias en latín del siglo XIV, conocido como Palacio Real de la Rúa o Palacio de Rúa Mayor en numerosas citas de 1332, 1333, 1335, 1342, 1350, 1376, etc. En su interior se mencionan la sala mayor, la capilla de piedra, la cámara superior, la cocina y los retretes.»
Aunque no se puede afirmar con rotundidad, el edificio, si tuvo función de residencia real, habría podido ser construido por Sancho VI el Sabio a tenor de su reiterada presencia en esta ciudad como lo confirman numerosos documentos en los que afirma reinar en Estella (1155, 1157, 1158, 1162-1164 y 1187). El hecho que este mismo rey emprendiera también la construcción del palacio real de Pamplona abundan en esta hipótesis aunque se carece de datos concluyentes que despejen toda duda.

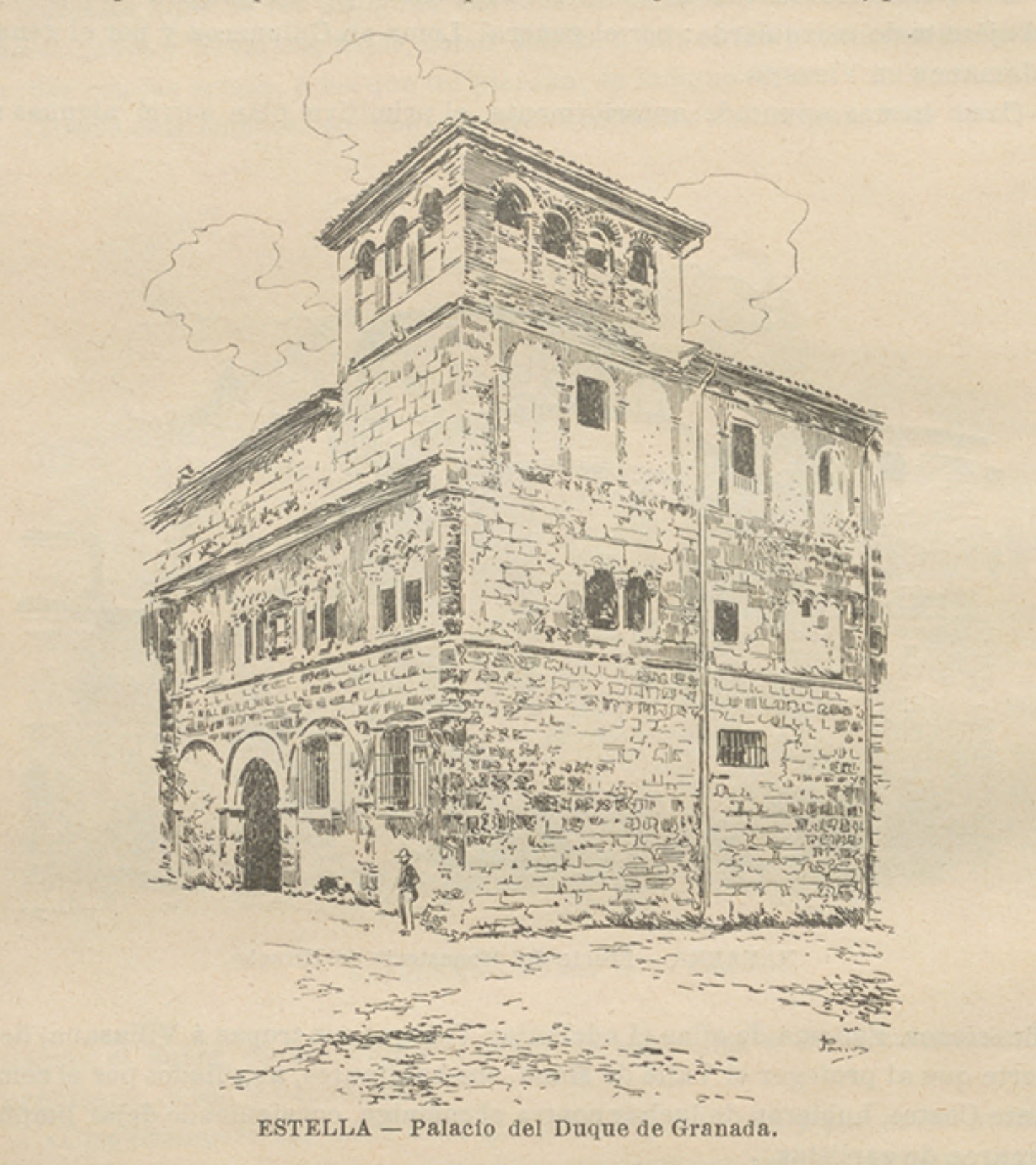
Palacio de los Duques de Granada de Ega, título creado en 1729.

### Palacio de los Duques de Granada de Ega
El edificio sirvió de residencia del ducado de Granada de Ega desde la creación del título en 1729 sobre Juan de Idiázquez y Eguía y lo ocuparon hasta el 17 de diciembre de 1868 en que se escrituró la venta de venta entre sus descendientes con la Junta de la Merindad de la Cárcel del partido judicial de Estella por la cantidad de 4.500 escudos.

### Cárcel de Estella
Este edificio también fue utilizado, desde 1868 a 1954, como cárcel siendo, por ello, necesario cegar varios de los vanos de la fachada principal. Fue escenario literario de la novela de Pío Baroja, Zalacaín el Aventurero. En esta prisión pasó sus últimas horas, junto a otras personas, el alcalde de Estella, Fortunato Aguirre, antes de su fusilamiento en 1936.

### Propiedad de la Diputación Foral de Navarra
En 1946 se inician los trámites por parte de la Diputación Foral de Navarra para la compra del edificio y recuperar su carácter monumental y dedicarlo a fines educativos y culturales. El 12 de marzo se firma el acuerdo de cesión que se vuelve a confirmar en 1950 y 1952. Sin embargo no será hasta 1954 cuando el edificio quede disponible con el traslado de los últimos presos a una nueva penitenciaria. Sería precisamente en estos años cuando el vecino de Estella, Gustavo de Maeztu, que siempre agradeció la buena acogida que tuvo la ciudad con él y con su madre, falleció (1947) dejando su legado artísticos a la ciudad en la que vivió la etapa final de su vida.
Tras muchos años de trasiego y de dilaciones, a finales del siglo XX se realizan las adecuaciones en el palacio para culminar las obras definitivamente en febrero de 1991 gracias al proyecto de los arquitectos Miguel Ángel Alonso del Val y Rufino Hernández.

## Descripción

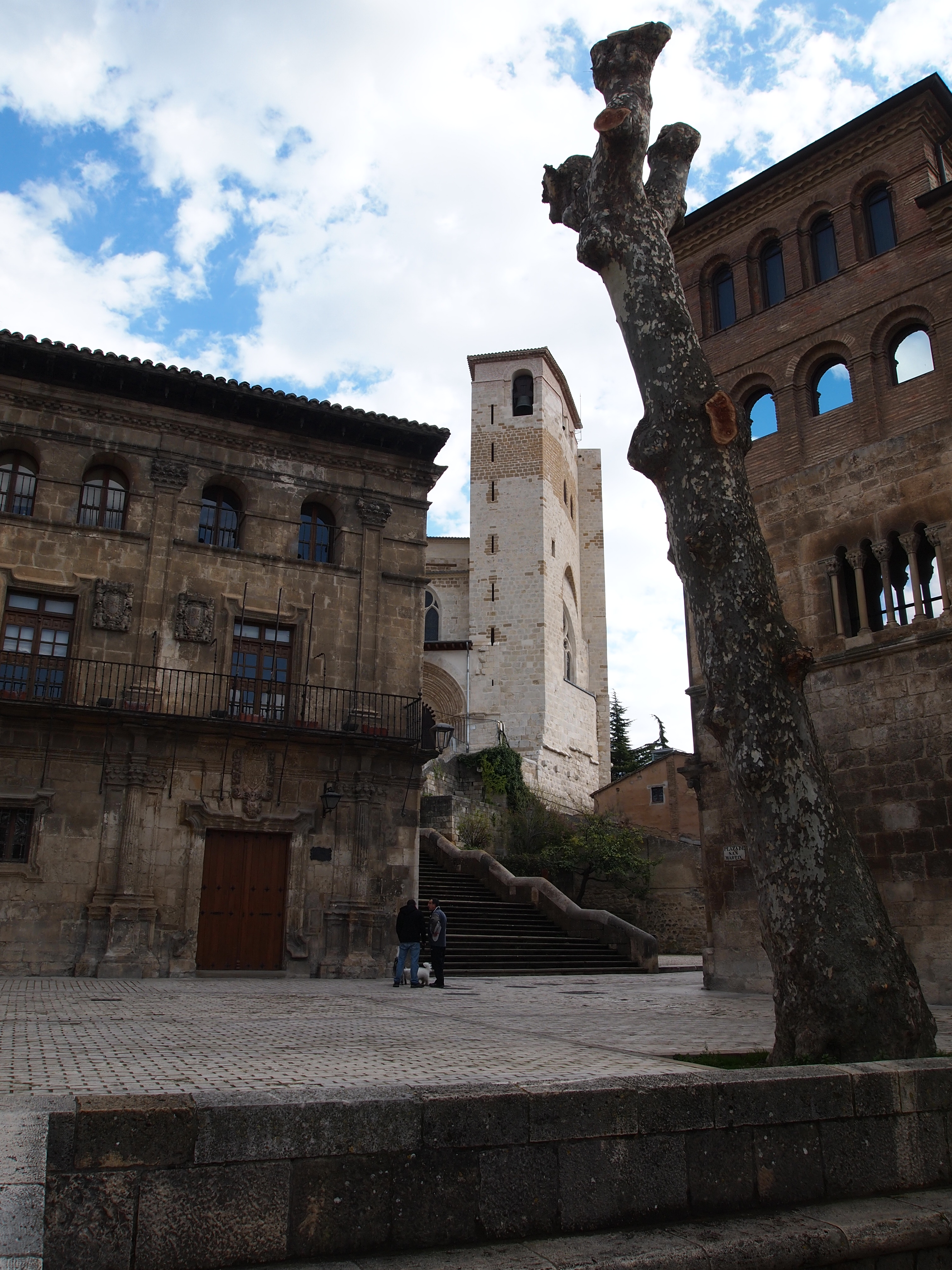
Plaza de San Martín donde se muestra el antiguo ayuntamiento (izquierda), la iglesia de San Pedro de la Rúa (centro) y el Palacio de los Reyes de Navarra (derecha)

### Situación
Se trata de un edificio románico construido en la segunda mitad del siglo XII, situado en la plaza de San Martín donde confluyen con la calle de la Rúa, antigua entrada de peregrinos, que cambia de nombre y pasa a ser la calle de San Nicolás. Eran estas dos calles «la arteria principal del núcleo primitivo» de la ciudad, siendo la plaza de San Martín «el espacio dedicado cotidianamente al comercio, una de las razones de ser de la localidad.» Frente a su fachada nace la escalinata que conduce a la Iglesia de San Pedro de la Rúa. Estamos en el barrio de los francos de Estella asentados en este orilla derecha del río Ega que atraviesa la ciudad, sobre la vía del Camino de Santiago. 

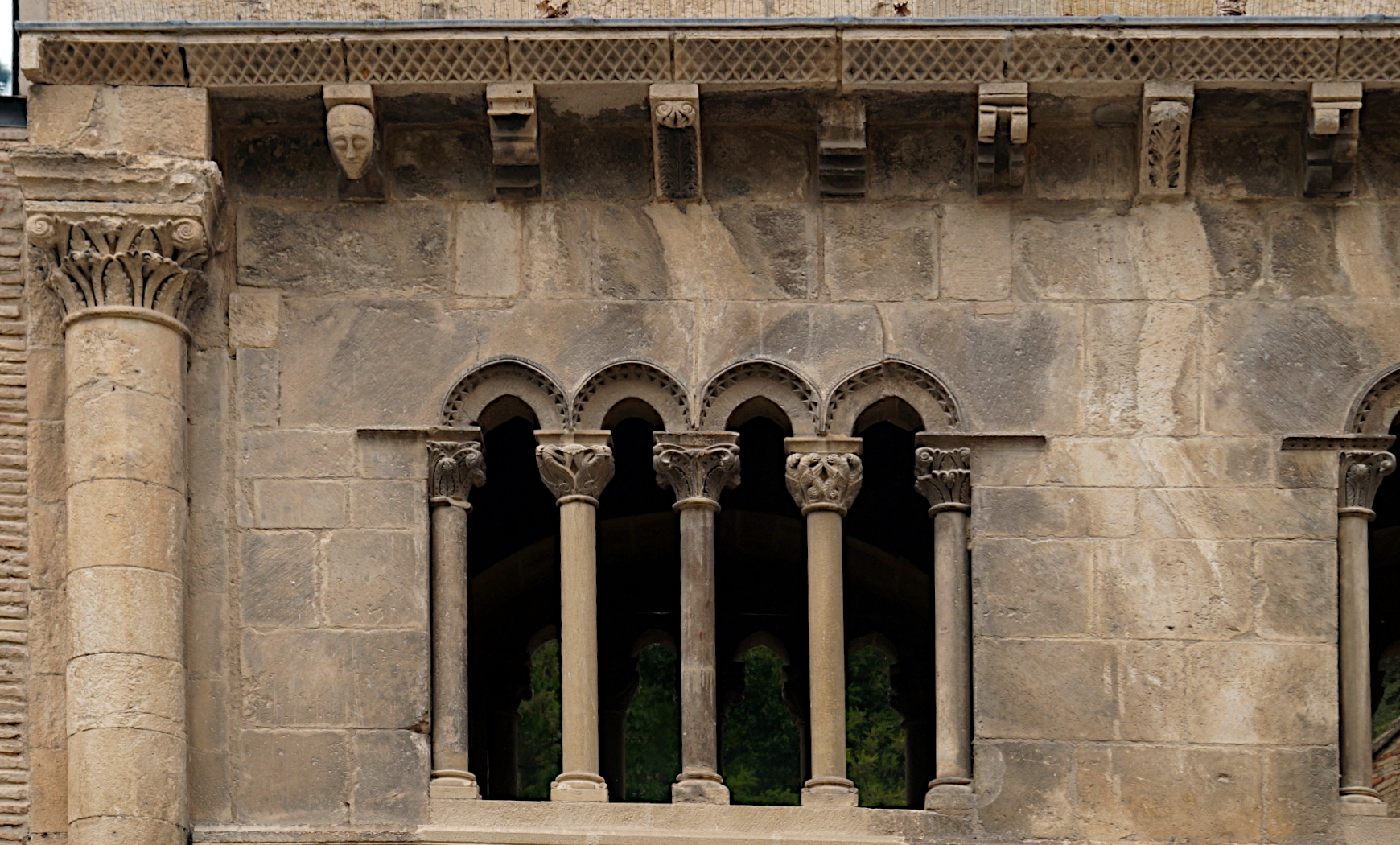
Arquillos del cuerpo superior de la fachada principal del Palacio de los Reyes de Navarra en Estella

### Fachadas
Presenta a la vista tres fachadas (sureste, nordeste y noroeste). También muestra dos torres en las esquinas de la fachada orientada a la plaza de San Martín (noroeste). El tercer piso, obra del siglo XVIII, está construido en ladrillo.
El elemento más significativo es la fachada sureste, la principal, situada frente a la escalinata de San Pedro de la Rúa. Consta como elementos originales de una planta baja más un altura, construidas en sillería, que están divididos por una cornisa moldurada sencilla. El cuerpo inferior constituye una galería de cuatro arcos de medio punto sobre machones siendo menor el arco de la parte oriental. En la planta superior el piso muestra cuatro ventanales de cuatro arquillos (varios repuestos en restauraciones recientes) cada uno rematados por un alero apoyado en ménsulas que asemeja un tejaroz tras recrecer la altura del edificio con una nueva planta posterior. Esta fachada está enmarcada por dos columnas adosadas al muro que jalonan el conjunto y que, partiendo de la base, alcanzan hasta el tejaroz. Muestran ambas columnas capiteles con decoración de tipo vegetal (columna derecha) y figurativo (columna izquierda). Debajo del tejaroz se culmina el nivel con una cornisa de canecillos decorados.
En la fachada noroeste que mira a la plaza de San Martín, este cuerpo inferior no muestra vano alguno, salvo unas ventanas abiertas enrejadas. En el piso superior se abren otros tres conjuntos de cuatro arquillos cada uno pero a mayor distancia entre sí. El último piso, en ladrillo, veinte vanos formando una arquería de medio punto. 
Cuenta el edificio con una tercera fachada noreste, a la calle Fray Diego de Estella. En esta frontal presenta una torre avanzada de defensa con entrada independiente.

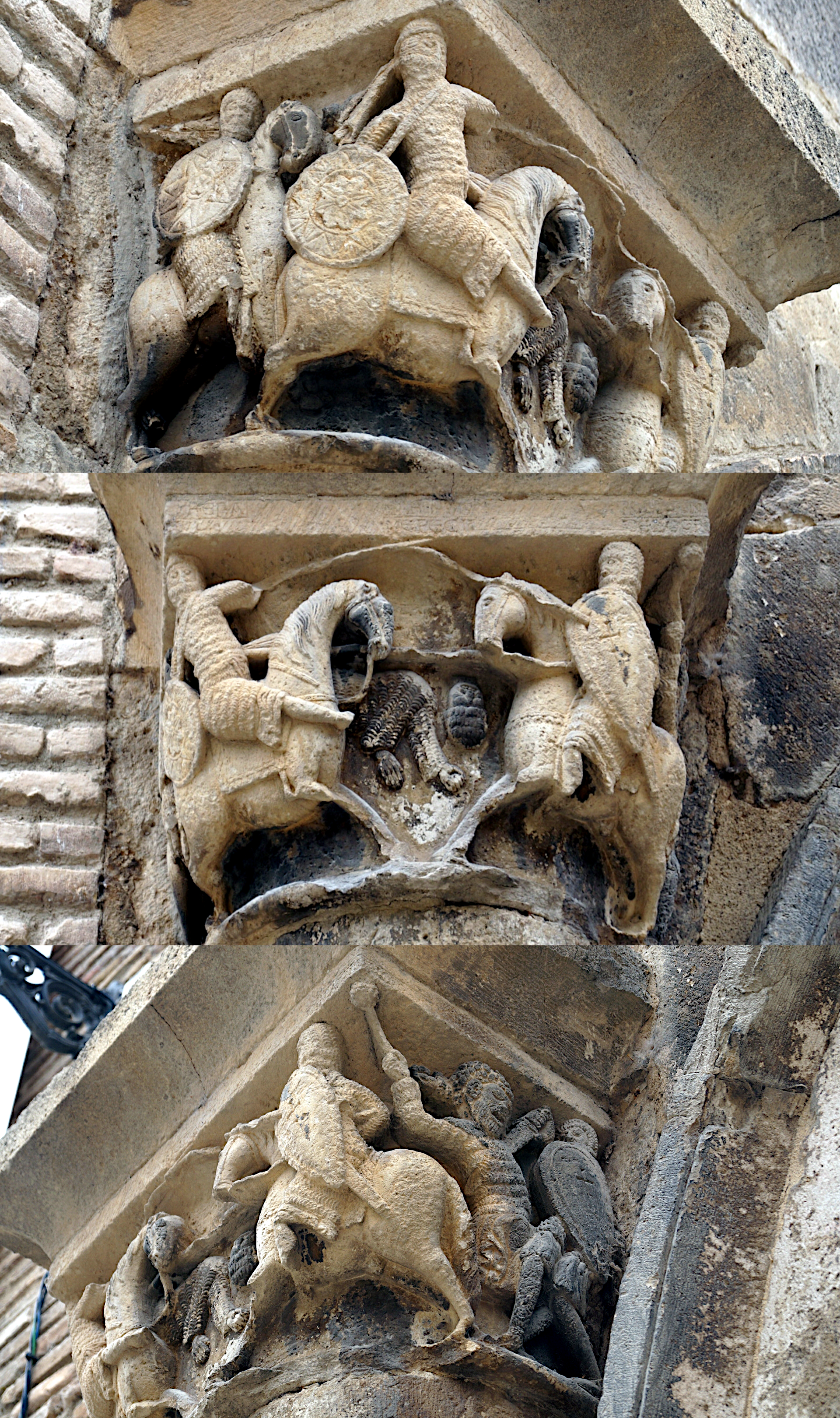
Capitel del combate entre Roldán y Ferragut - Estella

#### El capitel de Roldán y Ferragut
En la columna de la parte izquierda de la fachada principal se encuentra el capitel con figuras de formas estilizadas que narran un episodio legendario de Roldán, en concreto la escena de la lucha de Roldán contra el gigante Ferragut, intentando ejemplificar la lucha del bien contra el mal. Está firmado por el escultor Martinus de Logroño. Así reza al completo la inscripción del ábaco de la cara central:
| PHERA GUT | MARTINUS ME FECIT | ROLLAN DE LOGRO [NIO (a la vuelta del ábaco)] |  |

La narración del capital, en tres escenas (una por cara), relata el legendario encuentro entre Ferragut y Roldán narrada en la Crónica del Pseudo Turpín. Al primero se le representa portando siempre un rodela, decorada con una estrella de ocho puntas y una rosa marcando el centro, protegido con loriga sobre túnica y cubierta la cabeza con el almófar con un velo colgante. El segundo porta una cota de malla y cofia junto a un escudo tipo normando que luce en su campo una cruz.
Una lectura ordenada de las escenas sería comenzando por la cara derecha (a la vista del observador) donde se muestra a los dos protagonistas luchando a pie donde Roldán intenta clavar su espada sobre el pecho de un Ferragut en actitud de brazos abiertos, preparando una descarga con la maza de su diestra sobre Roldán. La siguiente escena que habría que observar sería la cara izquierda, donde se muestra a Ferragut ya como jinente y marchando hacia el combate que se celebra en la parte central, la frontal, del capitel. En ella se ha producido ya el cruce de lanzas mostrando a un Ferragut con los pies fuera de los estribos, el vientre atravesado por la lanza de Roldán, a punto de caer de la montura. En el centro del capitel se mostraría una secuencia posterior con un Ferragut ya decapitado suscitando la contraversia entre los expertos acerca de que se trate realmente de Ferragut al que las crónicas no mencionan decapitado por Roldán aunque la Crónica del Pseudo Turpín si lo muestra como descendiente del linaje de Goliat por lo que Roldán encarnaría a un alegórico David que recrea la escena bíblica de aquellas dos figuras.

#### Capiteles estilo cisteciense
En el capitel de la columna superior de la izquierda se muestra un capitel con decoración vegetal similar al situado en el capitel de la columna inferior de la parte derecha, que también presenta una decoración está formada por finas hojas de penca, de raigambre cisterciense, mostrando «la evolución de un diseño que alcanzó gran difusión en La Rioja y Navarra a partir de 1160 (Santo Domingo de la Calzada, La Oliva, etc)».

#### Capitel de escenas infernales
Pero resulta más interesante el capitel de la columna superior de la derecha donde se nos muestran escenas infernales relacionadas con el orgullo pretencioso (con un asno tocando la lira) y la pereza espiritual (un cuadrúpedo escuchando con atención al músico), la representación de la lujuria mediante una mujer cuyos pechos son atacados por serpientes, o la escenificación de la avaricia con dos figuras desnudas portando bolsas llevadas hacia la caldera donde otro demonio está arrojando un cuerpo.
El segundo piso presenta cuatro grandes ventanales, divididos cada uno de ellos en su espacio interno por cuatro arquillos ligeramente apuntados que se apoyan en finas columnas encapiteladas adornadas con decoración vegetal, animal y figurada. Sobre ellos, una cornisa con canecillos esculpidos. Aquí se alternan las formas originales con reconstrucciones recientes, dado que a lo largo del tiempo la estructura se fue modificando para adaptarse a las necesidades y diversas funciones que ha tenido como palacio y como cárcel del partido judicial de Estella.

#### Capiteles de las ventanas
Los capiteles sobre los que se apoyan los arquillos de las ventanas muestran un temática muy variadas (motivos florales y faunísticos, combates a espada entre soldados, combates entre leones, así como seres mitológicos en actitudes diferentes). Varios de ellos fueron resultado de las tareas de restauración llevadas a cabo a finales del siglo XX.

### Interior
Sobre la organización espacial original del interior no existen noticias así como tampoco «restos de abovedamientos, chimeneas, ménsulas o cualquier otro elemento que pudiera servir de guía para conocer la distribución de dependencias en el interior.»

## Restauraciones modernas
Se tienen noticias de obras realizadas en 1932 según un proyecto de Teodoro de los Ríos para librar a los arcos de la planta baja del macizado que presentaban entonces.

## Sede de museo
Desde el 14 de junio de 1991 aloja el museo del pintor Gustavo de Maeztu. Las salas del museo están distribuidas en los dos últimos pisos del edificio y albergan cuadros, dibujos, litografías y otras piezas de este pintor, uno de los más importantes de la llamada "Escuela Vasca".